# Seehügel
Der Seehügel ist ein 953 m hoher Berg im Fichtelgebirge (im Nordosten Bayerns Nordwesten Tschechiens). Er liegt im Schneebergmassiv und dort direkt südlich des Nußhardts. Dem Berg am nächsten liegt die Ortschaft Fichtelberg. Nahe Berge sind außerdem der Ochsenkopf im Westen und die Platte im Südosten.
Der Berg hieß 1492 „Farnleiten“, anschließend „Farenleutten“, „Farleite“, „Farnleiten“, „Hohe Farrenleithen“, wobei meist der gesamte Südwest-Hang danach bezeichnet wurde. Erst 1799 findet sich zum ersten Mal der Name „Seeberg“, also der Berg oberhalb des Fichtelsees.
Über den Seehügel verläuft die Europäische Wasserscheide zwischen Nordsee und Schwarzem Meer. Zudem befindet sich dort der südliche Endpunkt der Hauptstromwasserscheide zwischen Rhein- und Elbe-Einzugsgebiet und ist damit der Wasserscheidepunkt zwischen den größten, auf deutschem Gebiet sich begegnenden Hauptstromeinzugsgebieten.

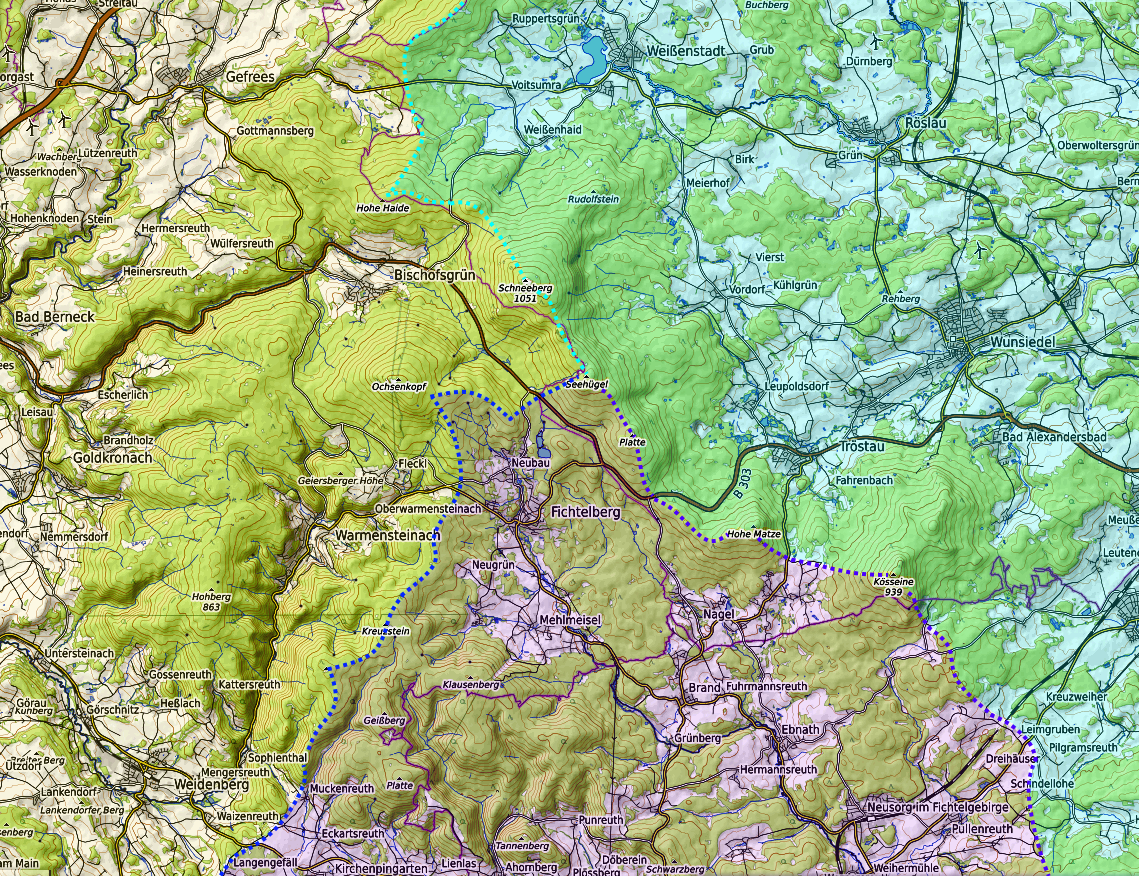
Am Seehügel treffen sich die Wasserscheiden zwischen Rhein, Elbe und Donau

## Ehemaliger Bergbau
Am Westhang, beim Wanderweg Mittelweg von der B 303 zum Seehaus, erinnern tiefe Schürfgräben an den einstigen Bergbau auf Zinn.

## Touristische Erschließung
Über den Berg verläuft der Fränkische Gebirgsweg, der Höhenweg, der Seenweg und der Mittelweg des Fichtelgebirgsvereins. Am Westhang liegt auf 922 m das Seehaus, Unterkunftshaus des Fichtelgebirgsvereins.

## Karten
Fritsch Wanderkarte Nr. 52 Naturpark Fichtelgebirge, Maßstab 1:50.000